# Normálosztó
A matematikában egy G csoport N részcsoportjáról azt mondjuk, hogy normálosztója, vagy normális részcsoportja G-nek , ha lehet vele faktorizálni, azaz létezik a {\displaystyle ^{G}/_{N}\,} faktorcsoport, tehát létezik olyan homomorfizmus, melynek a magja N. Ha egy csoportnak ismerjük a normálosztóit, akkor izomorfia erejéig meg tudjuk határozni a vele homomorf csoportokat. Jelben:
{\displaystyle N\triangleleft G}.
Minden csoportnak normálosztója önmaga és az egységcsoport, ezek az illető csoport triviális normálosztói. Azokat a csoportokat, amiknek nincs normálosztója a triviálisokon kívül, egyszerű csoportoknak hívjuk.
A normálosztó a csoportelmélet egyik legalapvetőbb fogalma. Fontosságát Galois ismerte fel. Galois ahhoz, hogy megállapítsa, hogy egy egyenlet megoldható-e gyökjelekkel, az illető egyenlet Galois-csoportjának deriváltláncát vizsgálta, ami normálosztók leghosszabb olyan lánca, aminek a faktorai kommutatívak. Ugyanis a deriváltlánc következő elemét a kommutátor-részcsoportjával vett faktoraként kapjuk. Ha egy egyenlet Galois-csoportja egyszerű, akkor nem oldható meg gyökjelekkel. Így az általános ötödfokú egyenlet sem, aminek a Galois-csoportja az {\displaystyle A_{5}} alternáló csoport.
Normálosztókkal és faktorcsoportokkal a csoportok szerkezete egyszerű csoportok felhasználásával elemezhető.
A 20. század matematikájának egyik csúcsteljesítménye a véges egyszerű csoportok klasszifikációja.

## Ekvivalens definíciók

### Mellékosztályokkal
Tetszőleges G csoport N részcsoportja pontosan akkor normálosztója G-nek, ha ugyanazok a bal és jobb oldali mellékosztályai, azaz
{\displaystyle \forall a\in G:aN=Na\,,}
ahol {\displaystyle aN=\{an:n\in N\}}, és {\displaystyle Na=\{na:n\in N\}}.
Ha létezik {\displaystyle \Phi } G-n értelmezett homomorfizmus, melynek a magja N, akkor tetszőleges a,a' csoportelemre igaz, hogy ha
{\displaystyle \Phi \left(a\right)=\Phi (a')}, akkor {\displaystyle 1=\Phi (a')\Phi \left(a\right)^{-1}=\Phi (a'a^{-1})}, azaz {\displaystyle a'a^{-1}\in Ker\,\Phi =N}, ahonnan {\displaystyle a'\in Na}, így {\displaystyle \Phi ^{-1}\left(a\right)\subset Na}.
Másfelől könnyen látható, hogy {\displaystyle \Phi (Na)=\{\Phi \left(a\right)\}}, amiért {\displaystyle \Phi ^{-1}\left(a\right)\supset Na}, következésképp {\displaystyle \Phi ^{-1}\left(a\right)=Na.}
Ugyanakkor az is igaz, hogy {\displaystyle 1=\Phi \left(a\right)^{-1}\Phi (a')\}=\Phi (a^{-1}a')}, ahonnan hasonlóan adódik, hogy {\displaystyle \Phi ^{-1}\left(a\right)\subset aN}, ugyanígy triviálisan igaz, hogy {\displaystyle \Phi ^{-1}\left(a\right)\supset aN}, tehát {\displaystyle \Phi ^{-1}\left(a\right)=aN}.
Összefoglalva: tetszőleges elem ősképe egyszerre bal és jobb oldali mellékosztálya N-nek, tehát ha N normálosztó, akkor a bal-, és a jobb oldali mellékosztályai ugyanazok.
Ha N bal és jobb oldali mellékosztályai ugyanazok, akkor az a leképezés, ami {\displaystyle a\,} csoportelemhez rendeli {\displaystyle aN\,} mellékosztályt, homomorfizmus, ugyanis {\displaystyle ab\,} szorzathoz {\displaystyle abN\,} mellékosztályt rendeli, ami {\displaystyle a\,} és {\displaystyle b\,} elemek képének a szorzata, tekintve hogy {\displaystyle bN=Nb\,}: {\displaystyle aNbN=abNN=abN\,}.

### Invariáns részcsoportként
N pontosan akkor normálosztója G-nek, ha bármely p csoportelemmel való konjugálásra invariáns, azaz
{\displaystyle pNp^{-1}=N\,.}
Ha N invariáns részcsoport, akkor a jobbról beszorozva a fenti azonosságot 'p'-vel kapjuk, hogy
{\displaystyle pN=Np\,},
tehát N normálosztó.
Ha N normálosztó, igen hasonlóan láthatjuk be, hogy invariáns részcsoport.
Ez a felírás megmutatja, hogy a normálosztó teljes konjugáltosztályok uniója. Ez véges csoportok esetén erős eszközt ad keresésükre, mivel a normálosztók méretének osztania kell a G csoport elemszámát, más néven rendjét, hiszen részcsoportok (Lagrange tétele). Ezt az is segíti, hogy a konjugáltosztályok mérete is osztója a csoport rendjének, még akkor is, ha nem részcsoportok.

## Tulajdonságai
Minden csoportnak vannak normálosztói. Az egész csoport és az egységelem által alkotott egyelemű csoport a csoport nem valódi normálosztói. Az egyszerű csoportok éppen azok, amiknek ez a két normálosztójuk van. Az egyelemű csoportot nem tekintik egyszerűnek; ez ahhoz hasonlít, hogy az 1 nem prímszám.
Ha egy csoport Abel, akkor minden részcsoportja normálosztó. A normálosztóról szóló kijelentések legtöbbje triviális Abel-csoportokra.
Az N normálosztója G-nek reláció nem tranzitív; ha {\displaystyle M\triangleleft N} és {\displaystyle N\triangleleft G} akkor általában nem következik, hogy {\displaystyle M\triangleleft G}. Ellenpélda: legyen a csoport a négyzetet önmagába vivő egybevágósági transzformációk halmaza, azaz a {\displaystyle D_{4}} diédercsoport. Az átlókra való tükrözés az egységelemmel és a 180 fokos forgatással normálosztó; ebben normálosztót alkot ez egyik átlóra való tükrözés az egységelemmel, azonban az eredeti csoportnak csak részcsoportja, nem normálosztója.
Nem szimmetrikus, hiszen minden csoportnak van egyelemű normálosztója, de az egyelemű csoportnak csak egy normálosztója van, önmaga. Nem is antiszimmetrikus, de reflexív, hiszen minden csoport normálosztója önmagának.
Egy részcsoport éppen akkor normálosztó, ha normalizátora az egész csoport.
Egy csoport karakterisztikus részcsoportjai normálosztók, mivel a konjugálás is automorfizmus, ezért karakterisztikus normálosztónak is szokás őket nevezni. Normálosztó karakterisztikus normálosztója a teljes csoportnak normálosztója. A centrum például karakterisztikus normálosztó.
A 2 indexű részcsoportok normálosztók. Ha {\displaystyle (G:H)=p}, H indexe G-ben p, és p a legkisebb G rendjét osztó prímszám, akkor H normálosztó.
A normálosztó generálható, vagyis mindig létezik a legkisebb, a {\displaystyle G} csoport egy részhalmazát tartalmazó normálosztó. Van olyan normálosztó, ami tartalmazza, és az összes metszete, ami tartalmazza, újra normálosztó lesz, és szintén tartalmazza a halmazt.

## Nevezetes normálosztók

### Centrum
Egy csoport centrumán azon elemeinek összességét értjük, amelyek felcserélhetőek a csoport minden elemével.
{\displaystyle Z(G)=\{z:\left(\forall a\in G\right)\left(az=za\right)\}}.

### Kommutátor-részcsoport
Egy csoport kommutátor-részcsoportján, vagy egyszerűen csak kommutátorán az {\displaystyle aba^{-1}b^{-1}} alakú elemek által feszített részcsoportot értjük.
{\displaystyle G'=\langle \{aba^{-1}b^{-1}:a,b\in G\}\rangle }
{\displaystyle ^{G}/_{G'}\,} kommutatív, valamint G kommutátorát minden olyan normálosztója tartalmazza G-nek, amivel vett faktorcsoportja kommutatív.

## Faktorcsoportok és homomorfizmusok

### Faktorcsoportok
Legyen G tetszőleges csoport, és {\displaystyle N\triangleleft G}. Ekkor minden olyan homomorfizmus képe, melynek a magja N, izomorf egyetlen csoporttal, amit G N-nel vett faktorcsoportjának nevezünk, és így jelölünk {\displaystyle ^{G}/_{N}\,}.
A faktorcsoport elemei a {\displaystyle G/N=\{g\cdot N|g\in G\}} mellékosztályok. A szorzás, invertálás reprezentánsokkal végezhető, vagyis ha {\displaystyle x\in gN} és {\displaystyle y\in hN}, akkor {\displaystyle xy\in ghN}. Ez a szorzás felfogható komplexusszorzásnak is, azaz {\displaystyle (gN)\cdot (hN)=\{x\cdot y|x\in gN,y\in hN\}}, ami éppen akkor eredményez egy újabb mellékosztályt, ha N normálosztó.

### Homomorfizmusok
Legyen {\displaystyle \Psi } tetszőleges G-n értelmezett homomorfizmus, aminek a képe H és a magja N, és {\displaystyle \Phi } az a homomorfizmus, ami a csoportelemhez aN mellékosztályt rendeli. Ekkor, mint feljebb láttuk, minden a csoportelemre teljesül, hogy:
{\displaystyle \Phi (a)=\Psi ^{-1}\left(\Psi \left(a\right)\right)}.
Azaz {\displaystyle \Psi ^{-1}} ráképzi {\displaystyle \Psi } képét {\displaystyle \Phi } képére. Mivel {\displaystyle \Psi } homomorfizmus, {\displaystyle \Psi ^{-1}} is az. Tekintve hogy inverzfüggvény, injektív, így izomorfizmus N mellékosztályai és {\displaystyle \Psi } képe, H között.
Homomorfizmustétel
A tetszőleges {\displaystyle \varphi } homomorfizmus {\displaystyle \operatorname {ker} (\varphi )} magja is normálosztója annak a csoportnak, amin értelmezve van. Ha {\displaystyle \varphi :G\rightarrow H} csoporthomomorfizmus, akkor {\displaystyle \varphi } indukálja a {\displaystyle G/\operatorname {ker} (\varphi )\cong \varphi (G)} izomorfizmust. Ahol ha a {\displaystyle \varphi } homomorfizmus szürjektív, akkor a mag szerinti faktorcsoport izomorf lesz a képpel.

### Izomorfizmustételek
Első izomorfizmustétel:
Ha H és N részcsoportok a G csoportban, és N normálosztó G-ben, akkor
{\displaystyle H/(H\cap N)\cong (N\cdot H)/N}.
Második izomorfizmustétel:  Ha N és M normálosztók G-ben és M részcsoportja N-nek, akkor {\displaystyle M\triangleleft N}, továbbá {\displaystyle N/M\triangleleft G/M} és
{\displaystyle G/N\cong (G/M)/(N/M)}

## Normálosztóháló
Egy csoport normálosztói hálót alkotnak, amiben a rendezés a tartalmazás, a metszet a halmazelméleti metszet, és az egyesítés az unió által generált normálosztó. A normálosztóháló részhálója a részcsoporthálónak, továbbá mindig moduláris, vagyis:
{\displaystyle a\leq c\Longrightarrow a\vee (b\wedge c)=(a\vee b)\wedge c} minden {\displaystyle a,b,c\in L} -re.

### Komplementerek és belső direkt szorzat
A normálosztóhálóban nem mindig találhatók komplementerek. De ha egy {\displaystyle N} normálosztónak van egy {\displaystyle M} komplementere, akkor teljesül, hogy {\displaystyle N\wedge M=\{e\}} és {\displaystyle N\vee M=G}. Tehát a két normálosztó halmazelméleti metszete az egységelem, és halmazelméleti uniójuk a teljes {\displaystyle G} csoportot generálja. Így a {\displaystyle G} csoport előáll {\displaystyle N} és {\displaystyle M} direkt szorzataként, {\displaystyle G\cong N\times M}, ami azt jelenti, hogy a csoport minden eleme előáll {\displaystyle g=nm} alakban, ahol {\displaystyle n\in N} és {\displaystyle m\in M}.
Külső szemlélettel, ha {\displaystyle G=H_{1}\times H_{2}\cdots \times H_{n}}, akkor minden {\displaystyle H_{j}} izomorf a {\displaystyle G} csoport egy normálosztójával, aminek normálosztóhálójában komplementere is van, a többi tényező szorzataként előálló csoporttal izomorf normálosztó. Általánosítva, hogyha {\displaystyle N_{1}\cap N_{2}=\{e\}}, akkor az {\displaystyle N_{1}}-beli és az {\displaystyle N_{2}}-beli elemek felcserélhetők, anélkül, hogy az egyik vagy másik normálosztó elemei egymás között felcserélhetők lennének:
{\displaystyle n_{1}\cdot n_{2}=n_{2}\cdot n_{1}\quad {\text{ha}}\;n_{1}\in N_{1},\,n_{2}\in N_{2}}.
Továbbá legkisebb felső korlátjuk a hálóban éppen a komplexusszorzatuk, ami izomorf a direkt szorzatukkal:
{\displaystyle (N_{1}\vee N_{2})=N_{1}\cdot N_{2}\cong N_{1}\times N_{2}}
Ezek az állítások nem általánosíthatók olyan részcsoportokra, amik nem normálosztók. Például az {\displaystyle F=\langle a,b\rangle } által generált szabad csoportban az {\displaystyle A=\langle a\rangle } és a {\displaystyle B=\langle b\rangle } csoportok az egyelemű csoportban metszik egymást. {\displaystyle F}-nek azonban nincs az {\displaystyle A\times B} csoporttal izomorf részcsoportja. Az {\displaystyle A\cdot B} komplexusszorzat nem részcsoport, mivel {\displaystyle ab\in A\cdot B}, de {\displaystyle (ab)^{2}=abab\not \in A\cdot B}.

### Belső szemidrekt szorzat
Ha az N és a H részcsoportok közül N normálosztó, és {\displaystyle N\cap H=\{e\}}, akkor:
- az {\displaystyle U=N\cdot H} komplexusszorzat részcsoport G-ben
- minden {\displaystyle u\in U} elem egyértelműen felírható {\displaystyle u=n\cdot h} alakban, ahol {\displaystyle n\in N} és {\displaystyle h\in H}
- N normálosztó U-ban, és H akkor és csak akkor normálosztó U-ban, ha N és H elemei felcserélhetők.

A fent leírt esetben ({\displaystyle N\triangleleft G,\;H<G,\;N\cap H=\{e\}}) az {\displaystyle U=N\cdot H} csoport az N és a H részcsoportok szemidirekt szorzata. Két csoport, N és H szemidirekt szorzata a külső szemlélet szerint az {\displaystyle (n,h)} párokból áll, és a szorzatcsoport számolási szabályát a
{\displaystyle \vartheta :H\rightarrow \operatorname {Aut} (N)} homomorfizmus írja le. Ez a homomorfizmus H-t az N automorfizmuscsoportjába képezi le. A külső szemidirekt szorzatot {\displaystyle A=N\times _{\vartheta }H} jelöli.
Az U szemidirekt szorzatban így számolunk:
{\displaystyle \left(e_{N},h\right)\cdot \left(n,e_{H}\right)=\left(\vartheta (h)(n),h\right)}
ahol {\displaystyle \vartheta (h)(n)} azt jelenti, hogy alkalmazzuk a {\displaystyle \vartheta } homomorfizmust n-re. Ezzel a szabállyal minden szorzat az {\displaystyle (n,e_{H})\cdot (e_{N},h)} alakra hozható.
Belső szemlélettel ez a szabály
{\displaystyle h\cdot n=h\cdot n\cdot \left(h^{-1}\cdot h\right)=\left(h\cdot n\cdot h^{-1}\right)\cdot h=\vartheta (h)(n)\cdot h}
ami szerint H konjugálással hat N-en, és {\displaystyle \vartheta (h)\in \operatorname {Aut} (N)} automorfizmusa az N normálosztónak. Ebben az értelemben U a két csoport belső szemidirekt szorzata izomorf a {\displaystyle A=N\times _{\vartheta }H} külső szemidirekt szorzattal.
Speciálisan, a direkt szorzat is szemidirekt szorzat. Ez akkor, és csak akkor teljesül, ha:
- {\displaystyle H\triangleleft U}, H normálosztó U-ban
- {\displaystyle \forall n\in N\,\forall h\in H:\;nh=hn}, a két faktorcsoport elemei felcserélhetők
- {\displaystyle \forall h\in H:\;\theta (h)=\operatorname {Id} _{N}}, a H elemeivel való konjugálás N minden elemét fixen hagyja